# Saxifraga pulchra
Saxifraga pulchra är en stenbräckeväxtart som beskrevs av Adolf Engler och Irmsch.. Saxifraga pulchra ingår i Bräckesläktet som ingår i familjen stenbräckeväxter. Inga underarter finns listade i Catalogue of Life.